# 1906 (numero)
Millenovecentosei (1906) è il numero naturale dopo il 1905 e prima del 1907.

## Proprietà matematiche
- È un numero pari.
- È un numero composto da 4 divisori: 1, 2, 953, 1906. Poiché la somma dei suoi divisori (escluso il numero stesso) è 956 < 1906, è un numero difettivo.
- È un numero semiprimo.
- È esprimibile in un solo modo come somma di due quadrati: 1906 = 1681 + 225 = 412 + 152.
- È un numero odioso.
- È un numero intero privo di quadrati.
- È parte delle terne pitagoriche (1230, 1456, 1906), (1906, 908208, 908210).

## Astronomia
- 1906 Naef è un asteroide della fascia principale del sistema solare.

## Astronautica
- Cosmos 1906 è un satellite artificiale russo.